# 尤哈尼·阿塔明波伊卡
尤哈尼·阿塔明波伊卡（芬蘭語：Juhani Aataminpoika，1826年7月31日—1854年9月）是芬兰大公国一位連環殺手。1849年10月至11月之间他在芬兰南部杀害12人。他曾被称为芬兰第一个连环杀人犯。

## 生平
尤哈尼·阿塔明波伊卡15岁时离家出走，并不时小偷小摸。1849年10月，他因被控偷窃马匹而入狱。在押期间，他从海门林纳监狱转移至豪霍。他在被转移途中逃跑，随后开始疯狂杀人。
1849年11月20日，阿塔明波伊卡被捕。再度被捕并再受审后，阿塔明波伊卡被判处死刑，但俄羅斯帝國沙皇将判决减轻为鞭挞40下以及终生监禁。1853年1月，阿塔明波伊卡被转移到芬兰堡，最终于1854年去世。